# Застава 750
Застава 750 (познат као Фића, Фићо и Фичко) југословенски је мали путнички аутомобил који се производио у Заводу „Црвена Застава“ у Крагујевцу по лиценци италијанског „Фијата“. Први „Фића“ у „Застави“ произведен је 18. октобра 1955, а последњи примерак је произведен новембра 1985. У периоду од 30 година произведено је 923.487 примерака возила које је незванично проглашено за „националну класу“. Снага мотора била је 23 KS (на почетку производње) до 27 KS (у последњој години производње). Последњи произведени аутомобил био је модел „З-750 ЛЕ“ који се чува у Музеју „Застава“. Укупно је у свету произведено 4.921.626 возила, од тога у фабрици у Фијату 2.695.197, у Застави 923.487, у Сеату (Шпанија) 814.926, Севелу (Аргентина) 304.016, у Немачкој (Фијат Нектер) 172.000 и у Чилеу (Фијат) 12.000 примерака.

## Порекло и развој
Године 1948. извршена је потпуна реконструкција погона Црвена застава који су били уништени или оштећени током Другог светског рата. Међутим, након резолуције Информбироа донета је одлука да се из стратешких разлога преселе из Србије у Босну војне фабрике из домена машинске индустрије. Прво је измештен комплетно погон заједно са кадровима за производњу муниције. Потом је исељено одељење оптике у Сарајево. Крајем 1951. године исељен је у Травник читав артиљеријски погон за производњу брдског топа Б1, а већ следеће исељен је и комплетан артиљеријски програм у калибрима преко 20 мм. Почетком 50-их година 20. века у Југославији се почело размишљати о производњи путничких аутомобила. Пошто су хале остале празне а велики број радника без производног програма у Заводу су започете расправе како да се надоместе неискоришћени капацитети. Зато је на референдуму радника одлучено 23. августа 1953. године да се издвоји највећи део од остварене добити, 100 милиона динара, за развој аутомобилске индустрије. На референдуму се тог дана сагласило 96 одсто запослених у Заводима.
Да би фабрика била рентабилна, требало је да произведе и прода 10.000 аутомобила годишње. Наиме, у Југославији је током 1958. године било регистровано само 28.394 возила. Како је у то време у Југославији стандард био низак, а куповна моћ становништва мала, поставило се и питање оправданости читаве инвестиције. У то време војни врх је од руководства предузећа „ВТЗ“ у Крагујевцу тражио да се за потребе војске откупи лиценца за теренско возило Џип Вилис оверланд која су била прва возила која су 1953. монтирана у Застави. Возила су монтирана у 162 примерка након успешног одржаног референдума. Руководство Заставе је инсистирало и на производњи цивилних путничких возила. Започети су преговори са италијанским Фијатом, упркос политичким тензијама. Преговоре са Фијатом вођени су у време Тршћанске кризе, водио их је инжењер Бранко Николић, а успешно су завршени након четири месеца. Овај споразум није био примљен без отпора у врху КПЈ и то због аутомобила. Иако је Југославија раскинула везе са Совјетским Савезом она је прихватала развој планске привреде који је осмислила Москва, а то је значило развој тракторске индустрије ради поспешивање пољопривреде и камиона за привреду, док би се превоз радничке класе обављао јавним превозом. Сматрало се да је приватни аутомобил тековина капитализма и потрошачког друштва, а Југославија је требало да тежи идеалу социјализма и посвећеног радника.
Године 1954. у Заводу је започета монтажа војног теренског возила Фијат АР-55 (кампањола) као и путничких возила Фијат 1400 БЈ и 1100 Б. Године 1955. на место директора Завода постављен је машински инжењер Првослав Раковић (1914—2003), који је одмах приметио да Фијат 1400 БЈ и 1100 Б нису возила за народ, већ за функционере. У једној посети Фијату, Раковић се сусреће са Фијатом 600.
Историја „Фиће“ почиње 1955. на сајму аутомобила у Женеви. Неколико година раније, Данте Ђакоза, главни Фијатов инжењер (1905—1996), добио је задатак да конструише мало возило за четири путника (за разлику од Фијата 500 тополина, конструисаног 1936. и који је био узор многим произвођачима малих аутомобила). Ђакоза је кроз пројекат 100 створио по многима најуспешнији и најпопуларнији Фијат свих времена — Фијат 600. Краћи од претходника за 130 mm, Фијат 600 је био минијатурни четворосед у самоносећој каросерији с двоја врата. Имао је водом хлађени четворотактни мотор од 663 ccm са 16 kW (21,5 КС), постављен иза задње осовине, с погоном на задње точкове и независним кочењем на свим точковима. Осим блока мотора, глава и кућиште мењача и диференцијала били су изливени од алуминијума. Цели склоп износио је само 108 kg, а цео аутомобил 585 kg. Уз добар распоред тежине (44:45%), независно ослањање на сва четири точка и брзину од 100 km/h, малу потрошњу горива и допадљиву каросерију с великим стакленим површинама, Фијат 600 је врло брзо постао популаран. У првих пет година производње продато је милион примерака. Године 1960. у модел 600 уграђен је мотор од 767 ccm, 18- {kW}- (25 КС), а на предњи прозори су уграђена лептир стакла. Највећа брзина била је 110 km/h. Овај модел добио је ознаку 600Д, а од 1965. у модел су уграђена већи предњи фарови и већи резервоар за гориво.
По повратку у Југославију, Раковић државном врху представља амбициозан план ‘националног возила‘, који је подразумевао серијску производњу модела путничког возила за радничку и сељачку класу, изградњу нове хале за монтажу возила, производњу делова за аутомобил, као и обуку инжењера и радника за рад у аутомобилској индустрији. Државни врх је на крају одобрио Раковићев план. Дозвољено је да се гради фабрика, али да Завод Црвена Застава сама нађе начин финансирања. Тада је Фијат одобрио кредит након чега почиње изградња фабрике која је пројектована за 82.000 возила годишње производње. Раковић је за свог главног сарадника поставио машинског инжињера Стевана Шујицу, који је стекао велико искуство радећи у фабрици аутомобилских мотора и камиона „ИМАД“ (ИМР) на серијској производњи камиона Прага РН. Године 1955. започела је монтажа прве серије од 1000 аутомобила годишње, што је био Заставин максимални производни капацитет (у Фијату се производило 1000 аутомобила дневно). Током 1955 Застава је произвела 1.044 возила, (од тога 25 комада „фиће” (Застава 600)), а три године касније 3.596. Сматра се да је 1957. и 1958. године постављен чврст темељ пратећој индустрији за снабдевање полуфабриканата као што су одливци и откивци. У то време, у погонима „21. маја“ у Раковици почела је и организована механичка обрада делова шасије и механичка обрада свих делова мотора. Крајем 1958. започела је изградња фабрике капацитета 82.000 возила годишње. Године 1960. Застава има 50 одсто домаћих делова. Дана 6. јула 1962. нову фабричку халу отворио је тадашњи потпредседник СИВ-а Александар Ранковић. Прва фаза изградње фабрике коштала је 30 милиона долара и финансирана на основу уговора о кредиту између Заставе и Фијата, док је друга фаза финансирана из кредита Међународне банке за обнову и развој као и из средстава домаћих предузећа која су била заинтересована за производњу делова, окупљених око Инвестиционе банке (Види још: Ђовани Ањели (1921—2003)). Након изградње нове фабрике аутомобила Застава, касније је изграђено око 200 пратећих фабрика широм земље. Те године када је изграђена фабрика изашло је на тржиште 10.561 возило, док 1964. године од 25.960 возила колико је укупно произведено у Застави њих 21.370 чине „фиће”. Застава већ 1967. године због веће потражње производи 34.466 возила.
У почетку су се возила у Застави само монтирала, да би се постепено почело и са производњом делова. Први модел, Застава 600, имао је мотор од 633 cm³ и снаге 16 kW (22КС при 4,600 обртаја). Максимална брзина возила била је 100 км/ч. Застава је 1960. у своју понуду уврстила и Фијат 600Д са мотором од 767 cm³ и снаге 18 kW који назван Застава 750. Максимална брзина возила била је 110 км/ч. Предње вешање је било оригинално – лиснате опруге су као стабилизатор постављене између предњих точкова, док су амортизери били гасни (?). Године 1970. Фијат је, након 15 година, прекинуо производњу модела 600 и 600Д, док је у Застави производња ових модела настављена, уз извесна побољшања дизајна. Током седамдесетих година 20. века у фабрици је произведен модел 750М са мотором од 767 кубика, а дана 01.09.1981. године уведен је термостатски контролисаним системом за хлађење. Модел 750 C (специјал) почео се производити 1979, са инструмент таблом дизајнираном по узору на таблу у Фијату 126 (укључујући и обртомер), новим управљачем и мотором од 22 kW који је могао развити брзину од 120 км/ч. Осамдесетих година изашла је верзија 850, са мотором од 23,4 kWи и 843 кубика и максималном брзином од 124 км/ч. Оба аутомобила су се производила до 1985. Застава 750 у верзијама „L“, „LC“, „LE“, „S“, „SC“ и „SE“, а Застава 850 само под називом Застава 850. Након тога, постојали су преговори да се производња пресели у турску фабрику Тофаш, али до реализације никада није дошло. У тадашњој Југославији, захваљујући повећаној продаји Заставиних аутомобила, изграђен је и први прави ауто-пут на Балкану (од Београда до Ниша), са по две саобраћајне траке и једном зауставном траком у сваком смеру. Поред Италије и Југославије, Фијат 600 производио се и у Аргентини, Аустрији, Шпанији и Немачкој. Укупно је у свету произведено 4.921.626 возила Фијата 600 у свим верзијама.
Од 15. до 18. октобра 2005, Поводом педесетогодишњице почетка производње „фиће“ у „Застави“, одржан је велики дефиле централним градским улицама Крагујевца, на коме је учествовало више од 150 „фића“ из Србије, Црне Горе, Босне и Херцеговине и Македоније.

## Спецификације
| Бензински мотор | Бензински мотор | Бензински мотор | Бензински мотор | Бензински мотор   | Бензински мотор | Бензински мотор |
| Тип             | Радна запремина | Снага           | Обртни момент   | Максимална брзина | Убрзање 0-100   | Комб. потрошња  |
| --------------- | --------------- | --------------- | --------------- | ----------------- | --------------- | --------------- |
| [ 2 ]           | 767 cm³         | 18.5 @ 4800     | 46 @ 2500       | 110 km/h          | 54 s            |                 |
| [ 3 ]           | 767 cm³         | 22 @ 5400       | 51 @ 3600       | 120 km/h          | 31.7            | 7.3             |
| [ 4 ]           | 843 cm³         | 23.5 @ 5400     | 55 @ 2500       | 125 km/h          | 29.4 s          | 6.8             |

## Галерија
- Испорука „Фића“ дистрибутивном центру у Љубљани, 1961. (Видео:Застава 750 из 1966.)
- Застава 750 је била више од атракције и чуда у Југославији.
- У ауто-сервису 1961.
- Мотор се налази у задњем делу. Сматра се да је управо овај мотор мале снаге покренуо економско чудо у Југославији 60-их и 70-их година 20. века.
- Краков, Пољска
- Некаргеминд, Немачка